# Negroidní rasa

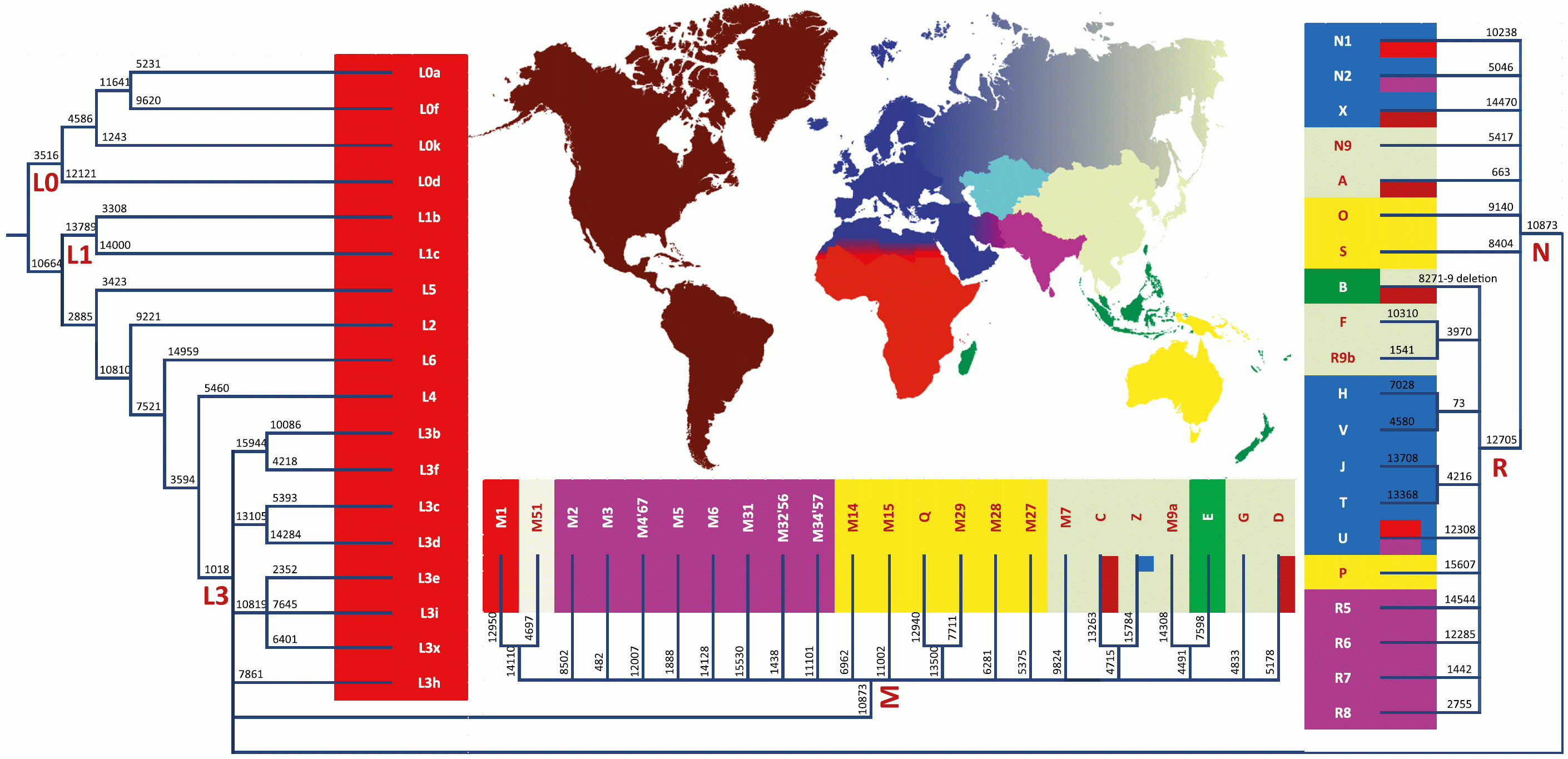
Divergence a geografická přítomnost mitochondriálních haploskupin (negroidní rasa je souborem linií označených L1, L2

Negroidní rasa (též kongoidní nebo černá) je souhrnné označení pro skupiny původních obyvatel subsaharské Afriky na základě společných somatických (vzhledových) vlastností. Na rozdíl od ostatních ras netvoří negroidi jednotou přirozenou skupinu, jde o soubor nejméně tří samostatných vývojových linií.
Tradičně byli k negroidní rase přiřazováni také australoidní populace. Jde však o svébytnou skupinu, která vznikla podobně jako europoidní a mongoloidní populace po migraci člověka z Afriky, u které se však vlivem stejných podmínek vyvinuly či spíše zachovaly podobné znaky, např. tmavá pokožka. Tradiční pětirasová klasifikace vyčleňuje z negroidní rasy evolučně starobylé Khoisany do samostatné kapské rasy.

## Etymologie
Slovo negroid vychází z latinského niger (v překladu „černý“) a řecké koncovky eidos („mající podobný vzhled“). Už samotné použití výrazu „negr“ a jeho odvozenin nicméně může být vnímáno jako urážlivé kvůli jeho historické konotaci k otroctví (kdy byl výraz „negro“ používán k označení afroamerických otroků) a rasismu. Některé rasové teorie pracovaly s označením kongoid, vycházejícím z demonyma konžský.

## Charakteristika
Lidé v rámci negroidních populací často sdílí podobné fenotypní znaky jako výrazný nadočnicový oblouk, absence nosního prahu a jamky, široký a kruhovitý nosní otvor a zvětšení lebky v oblasti horní čelisti (prognatie). Mezi další tradičně sdílené znaky patří plochý široký nos, plné masité rty, tmavé vlasy s výrazně kudrnatou texturou, slabé terciární tělesné ochlupení a světle až tmavě hnědé zbarvení kůže.

## Fylogeneze a rozšíření[6][7][8]
Homo sapiens je v současnosti jediným recentním lidským druhem. Objevil se v době před asi 200 tisíci lety ve východní Africe, přičemž je velmi pravděpodobné, že jeho mateřským druhem byl Homo rhodesiensis.
Čeští evoluční biologové Pavel Duda a Jan Zrzavý publikovali v roce 2016 výsledky svého výzkumu, který se zabýval fylogenezí jednotlivých lidských populací. Veškeré předchozí studie se zabývali vždy jen několika málo geny, případně studovaly evoluci mitochondriální DNA či odvozovaly fylogenezi lidských populací z příbuznosti jejich jazyků. Výzkum českých vědců pracoval s širokým spektrem lidských populací a mapoval vztahy mnoha jejich genů, přičemž potvrdil, že vycházet z příbuznosti jazyků může být velice zavádějící a také upozornil na fakt, že některé populace tradičně chápané jako přechodné, jsou dnes již většinou geneticky plně totožné se sousedními populacemi (např. původně asijští Maďaři s Evropany).
Výzkum odhalil, že lidstvo se ve své africké kolébce rozdělilo do čtyř velkých skupin. Nejdříve se od kmenové linie oddělila skupina zahrnující většinu africké populace (konkrétně Khoisany, Pygmeje, mluvčí nigerokonžských jazyků a mluvčí čadských jazyků), dále se odštěpili středoafričtí Hadzové a nakonec se od větve směřující ven z Afriky, která dala postupně vzniknout australoidům, mongoloidům a europoidům, oddělili příslušníci etnika Sandawe spolu s mluvčími nilosaharských jazyků. Negroidní rasu tak nelze v žádném případě chápat jako monofylum. Východoafričtí Kúšité chápaní obvykle jako přechodná skupina mezi negroidy a europoidy geneticky náleží k europoidnímu plemeni.

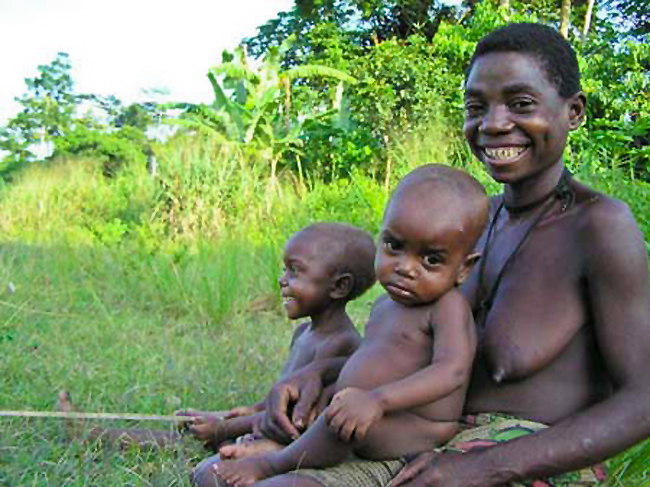
Pygmejové
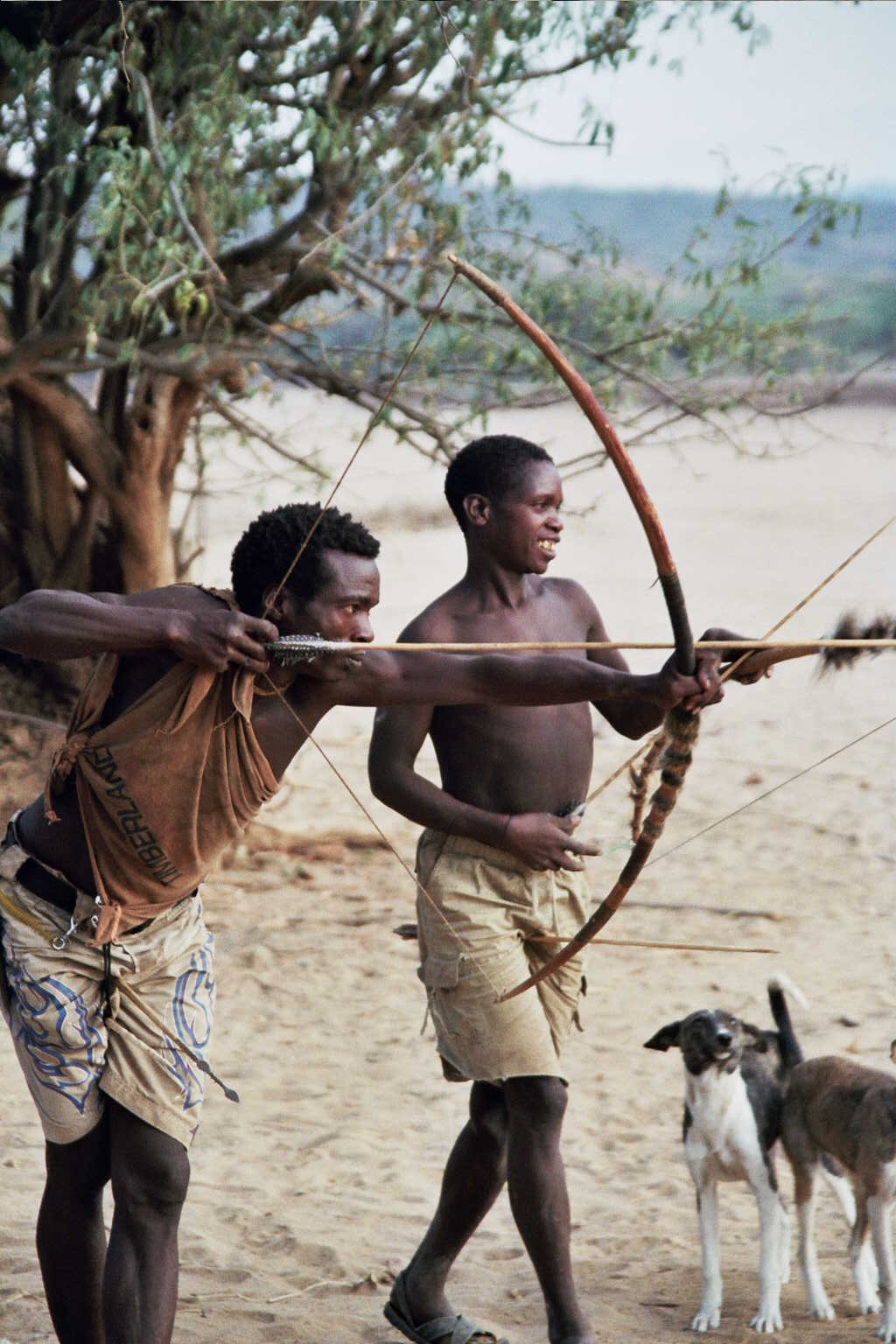
Hadzové
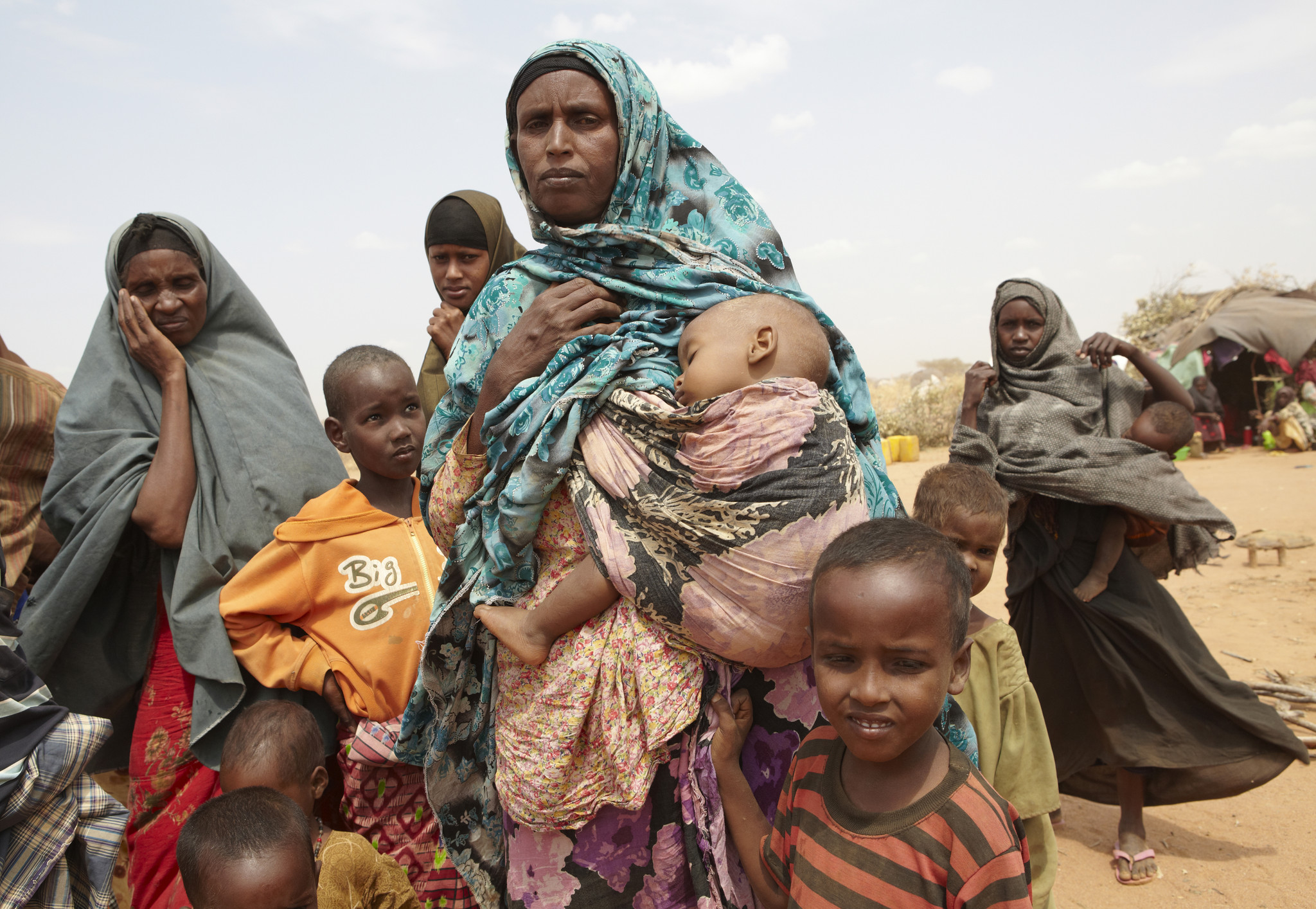
Kúšité
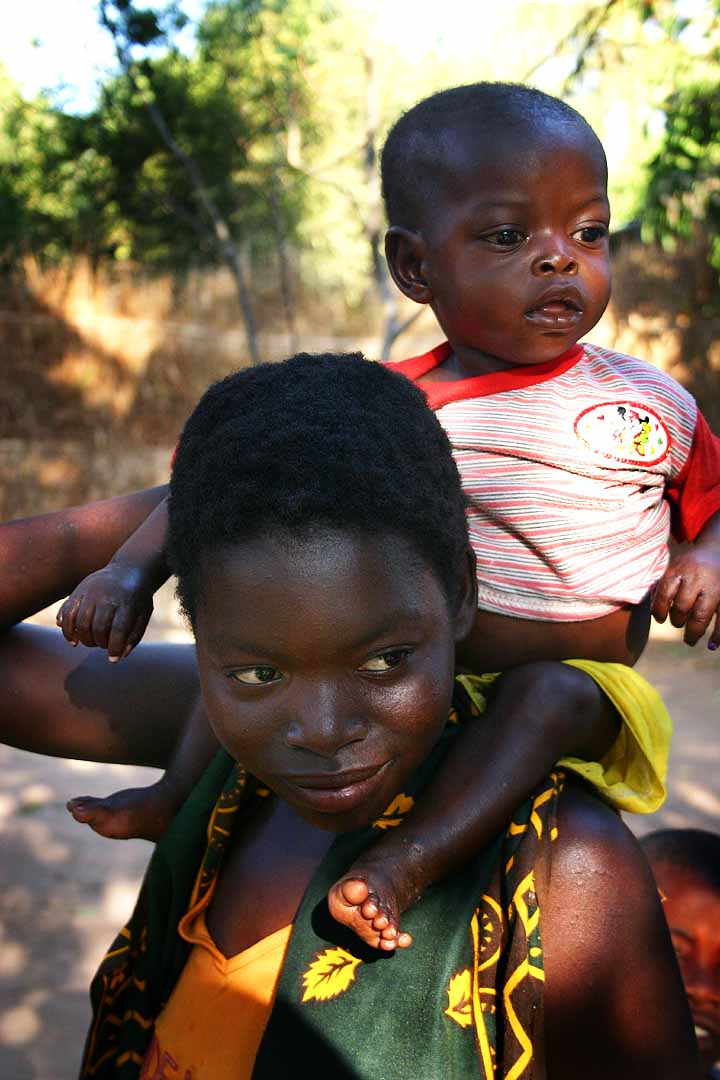
Nigerokonžané
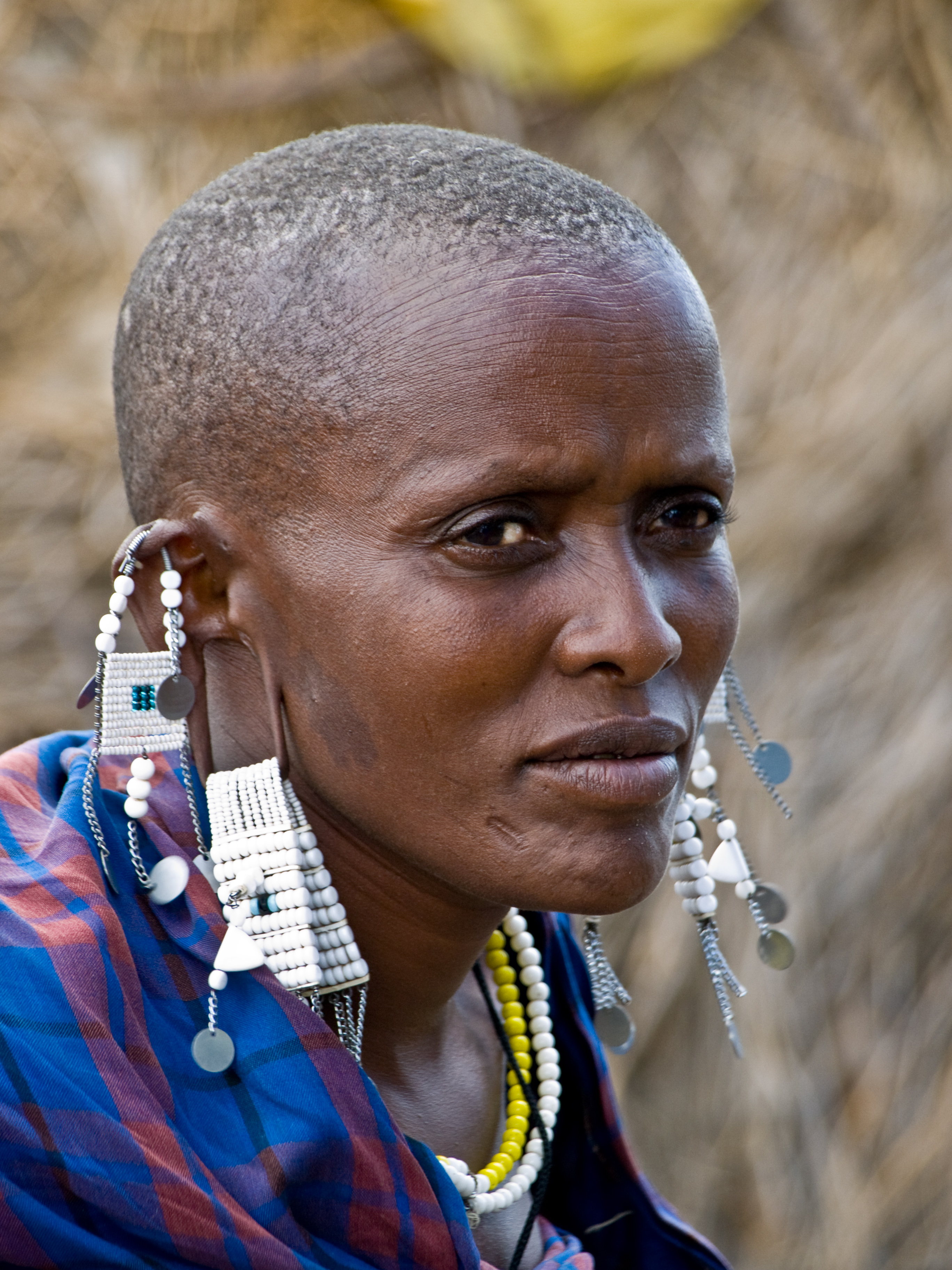
Nilosahařané

## Rasová problematika
Člověk se typicky dělí do čtyř hlavních rasových skupin (europoidní, mongoloidní, negroidní, australoidní). V současnosti je dělení člověka na rasy často vysoce kontroverzní a někteří považují rasovou klasifikaci za zpochybněnou, nebo za sociální konstrukci Dle některých zdrojů byl význam rasy jako biologické kategorie zpochybněn. V některých zemích světa většina antropologů existenci rasy popírá (např. Spojené státy), v některých ji zase uznává (např. Rusko a Čína). V Evropě je názor antropologů rozdělen. Většina antropologů z východní Evropy podporují koncept rasy[zdroj⁠?!], kdežto západní jej z většiny odmítají. Interpretace a používání pojmu lidská rasa se často liší v různých disciplínách a zemích. Mnohdy je v závislosti na kontextu nahrazováno konkrétnějšími a více vypovídajícími označeními jako národ nebo etnicita, v širším měřítku pak populace, komunita nebo obyvatelstvo.